# سمح
السمح (باللاتينية: Opophytum) جنس نباتي ينتمي إلى الفصيلة الديمومية. يضم نوعًا واحدا مقبولا وسبعة أنواع غير محسومة.

## من أنواعهالواطنةفيالوطن العربي
- سمح فوراكال (باللاتينية: Opophytum forakahlii) في الجزيرة العربية

## من أنواعه الأخرى
- السمح المائي (باللاتينية: Opophytum aquosum)